# Nicole Wötzel
Nicole Wötzel (ur. 18 grudnia 1989 r. w Stollberg/Erzgeb.) – niemiecka biathlonistka.
Biathlon trenuje od 2003 r. W 2008 podczas mistrzostw świata juniorów w Ruhpolding zajęła drugie miejsce w biegu indywidualnym oraz wywalczyła złoty medal w sztafecie. Rok później w Canmore dwukrotnie zdobyła złoty medal, w sprincie oraz biegu indywidualnym. Poza tym była trzecia w biegu pościgowym, a także w sztafecie.  Znalazła się w kadrze B Niemiec na sezon 2010/2011.

## Osiągnięcia

### Mistrzostwa świata juniorów
| 2008 Ruhpolding (Niemcy) | 2. miejsce (IN), 15. miejsce (SP), 6. miejsce (PU), 1. miejsce (RL) |
| 2009 Canmore (Kanada)    | 1. miejsce (IN), 1. miejsce (SP), 3. miejsce (PU), 3. miejsce (RL)  |
| 2010 Torsby (Szwecja)    | DNS (IN), 11. miejsce (SP), 13. miejsce (PU), 3. miejsce (RL)       |